# Cantón Sevilla de Oro
Sevilla de Oro es un cantón de la provincia de Azuay, en Ecuador, que tiene una población de 5 889 habitantes, según el censo de 2010.

## Historia
Debido a que la expansión de la Gobernación de Yaguarzongo se detuvo, su Gobernador Juan de Salinas encargó al capitán José Villanueva de Maldonado la fundación de Sevilla de Oro, junto a una segunda ciudad llamada Logroño de los Caballeros. No se dispone de la fecha exacta de su fundación pero debió estar cercana a noviembre de 1574 durante el virreinato de Francisco Álvarez de Toledo y el reinado de Felipe II. No se dispone de su ubicación exacta aunque se estima que estuvo situada a la margen izquierda del río Upano, es decir muy cerca a las coordenadas 2°19′0″ S 78°5'60"W.
La parroquia urbana de Sevilla de Oro, en sus primeros años se lo conocía con el nombre “Chimbapan”, que en quichua quiere decir banda de El Pan. En 1850 se presume que Manuel Tapia, oriundo de Chaullabamba, llegó hasta El Pan, luego cruzó el río Collay y se estableció en esta tierra junto con familiares, realizando los primeros sembríos y pastizales.
Su nombre inicial de “Chimbapan” se lo mantuvo por algunos años, posteriormente pasa a denominarse “Curiloma” que en quechua significa “Loma de Oro”, haciendo referencia a su riqueza aurífera.
Años más tarde, el sacerdote salesiano padre Juan Vigna, oriundo de Praga (Checoslovaquia), trajo la devoción al niño de Praga, y comenzó a llamarse a este centro con el nombre de Praga. El padre Albino del Curto, oriundo de Italia, bautiza definitivamente a esta localidad como “Sevilla de Oro”, que significa lugar donde se esconde el oro.
Esta comunidad asentada en estas tierras, paso obligado de los viajeros hacia el oriente, fue avanzando en su desarrollo llegando a la categoría de parroquia, perteneciente al cantón Paute, el 15 de enero de 1920.
El 10 de agosto de 1992, en el gobierno de Rodrigo Borja Cevallos, se logra la cantonización, gracias al esfuerzo de toda la colectividad sevillana.

## Producción eléctrica
En el cantón Sevilla de Oro se encuentra uno de los más importantes proyectos hidroelécticos del Ecuador, el complejo hidroeléctrico Paute Integral, que incluye las represas Daniel Palacios y Mazar y las centrales Mazar, Molino, Sopladora y Cardenillo.

## Ubicación
El cantón Sevilla de Oro está ubicado en la parte nororiental de la provincia del Azuay, a una distancia de 63 kilómetros de la ciudad de Cuenca, en la vía Guarumales-Méndez. El centro cantonal está a una altitud de 2 347 m s. n. m., con una temperatura promedio de 18 °C. Su extensión aproximada es de 311 kilómetros cuadrados, que representa el 3,88 % del total de la superficie de la provincia del Azuay y una densidad poblacional de 16,83 habitantes por kilómetro cuadrado.

## Límites
Limita al norte con los cantones Azogues y Santiago de Méndez, y con algunos kilómetros con la provincia del Chimborazo, al sur con el cantón El Pan, al este con el cantón Santiago de Méndez y al oeste con los cantones Azogues, Guachapala, Paute y El Pan.

## División político administrativa
Está conformado por tres parroquias: 

### Parroquia urbana
- Sevilla de Oro

### Parroquias rurales
- Amaluza
- Palmas